# Kochita
La kochita és un mineral de la classe dels silicats, que pertany al grup de la rinkita. Rep el nom en honor del geòleg danès Lauge Koch (5 de juliol de 1892 - 5 de juny de 1964), per les seves contribucions a la geologia de l'est de Groenlàndia.

## Característiques
La kochita és un silicat de fórmula química Na₃Ca₂MnZrTi(Si₂O₇)₂OF₃. Va ser aprovada com a espècie vàlida per l'Associació Mineralògica Internacional l'any 2002, i la primera publicació data del 2003. Cristal·litza en el sistema triclínic. La seva duresa a l'escala de Mohs és 5.
Segons la classificació de Nickel-Strunz, la kochita pertany a «09.BE - Estructures de sorosilicats, amb grups Si₂O₇, amb anions addicionals; cations en coordinació octaèdrica [6] i major coordinació» juntament amb els següents minerals: wadsleyita, hennomartinita, lawsonita, noelbensonita, itoigawaïta, ilvaïta, manganilvaïta, suolunita, jaffeïta, fresnoïta, baghdadita, burpalita, cuspidina, hiortdahlita, janhaugita, låvenita, niocalita, normandita, wöhlerita, hiortdahlita I, marianoïta, mosandrita, nacareniobsita-(Ce), götzenita, hainita, rosenbuschita, dovyrenita, baritolamprofil·lita, ericssonita, lamprofil·lita, ericssonita-2O, seidozerita, nabalamprofil·lita, grenmarita, schüllerita, lileyita, murmanita, epistolita, lomonossovita, vuonnemita, sobolevita, innelita, fosfoinnelita, yoshimuraïta, quadrufita, polifita, bornemanita, xkatulkalita, bafertisita, hejtmanita, bykovaïta, nechelyustovita, delindeïta, bussenita, jinshajiangita, perraultita, surkhobita, karnasurtita-(Ce), perrierita-(Ce), estronciochevkinita, chevkinita-(Ce), poliakovita-(Ce), rengeïta, matsubaraïta, dingdaohengita-(Ce), maoniupingita-(Ce), perrierita-(La), hezuolinita, fersmanita, belkovita, nasonita, kentrolita, melanotekita, til·leyita, kil·lalaïta, stavelotita-(La), biraïta-(Ce), cervandonita-(Ce) i batisivita.

## Formació i jaciments
Va ser descoberta al vessant nord del mont Hvide Ryg, a Werner Bjerge (Sermersooq, Groenlàndia). També ha estat descrita al Canadà, el Brasil, Itàlia i Noruega.